# 齊爾沃基 (密歇根州)
齊爾沃基（英語：Zilwaukee）是一個位於美國密歇根州薩吉諾縣的城市。

## 人口
根據2020年美國人口普查的數據，齊爾沃基的面積為6.13平方千米，當中陸地面積為5.73平方千米，而水域面積為0.40平方千米。當地共有人口1534人，而人口密度為每平方千米250人。